# Zuigerstop
Een zuigerstop is een speciale bout die in de cilinderkop van een motorblok gedraaid kan worden om de zuiger te blokkeren.  Een zuigerstop wordt vooral gebruikt bij scooters. De zuigerstop wordt in het gat gedraaid waar normaal een bougie ingaat. De zuigerstop is langer dan een bougie en zal hierdoor verder in de cilinder komen. Dit zal de zuiger wanneer deze een slag probeert te maken blokkeren. Zo is het mogelijk bijvoorbeeld de vario en het ontstekingssysteem van de scooter los halen.